# Álom Stúdió
Az Álom Stúdió (eredeti cím: Dream Productions) 2024-es amerikai 3D-s számítógépes animációs vígjátéksorozat, amelyet Mike Jones írt és alkotott. Az Agymanók és az Agymanók 2. eseményei között játszódik.
Amerikában és Magyarországon 2024. december 11-én a Disney+ mutatta be. Általánosságban pozitív visszajelzéseket kapott a kritikusoktól. 

## Ismertető
Paula Persimmon Xenivel áll össze, hogy megalkossák a következő nagy tinédzserálmot.

## Szereplők
| Szereplő        | Eredeti hang            | Magyar hang        | Leírás |
| --------------- | ----------------------- | ------------------ | --- |
| Paula           | Paula Pell              | Kocsis Mariann     | Elismerésnek örvendő álomrendező és az Álom Stúdió jelenlegi vezetője. |
| Xeni            | Richard Ayoade          | Kenéz Ágoston      | Túlzottan magabiztos álomrendező, Jean unokaöccse és Paula új asszisztens rendezője. |
| Riley Andersen  | Kensington Tallman      | Rácz Hajna         | Lány, aki gyermekkortól kiskamaszkorig különböző pillanatokban jelenik meg, és akinek az elméjében az érzelmek élnek.                                                                                                   |
| Riley Andersen  | Lauren Holt (tinédzser) | Károlyi Lili       | Riley tinédzserkori énje, akit még fiatalabb korában rajzolt, és hagyományos animációval készült firkaként jelenik meg egy lazán átrajzolt papíron. Kezdetben baristaként dolgozik, de később szerepet kap egy álomban. |
| Jean            | Maya Rudolph            | Kis-Kovács Luca    | Az Álom Stúdió korábbi vezetője, Xeni nagynénje és Paula főnöke. |
| Janelle Johnson | Ally Maki               | Pekár Adrienn      | Korábbi asszisztens rendező, aki arról álmodik, hogy saját álmait valóra váltsa, és végül sikeres rendezővé válik. |
| Derű            | Amy Poehler             | Bogdányi Titanilla | Sárga érzelem, aki gyakran vezető szerepet tölt be Riley érzelmi életében, és az a feladata, hogy biztosítsa számára a mindennapokban a megnyugvást, valamint segítsen neki a lehető legteljesebben élvezni az életet.  |
| Bánat           | Phyllis Smith           | Kokas Piroska      | Kék érzelem, aki segít Riley-nak feldolgozni a nyomasztó élményeket, és támogatja abban, hogy segítséget kérjen másoktól, amikor szüksége van rá.                                                                       |
| Undor           | Liza Lapira             | Sipos Eszter Anna  | Zöld érzelem, aki Riley ízlése és ellenszenvei alapján segít eldönteni, hogy valami fizikailag vagy társadalmilag mérgező lehet-e számára.                                                                              |
| Harag           | Lewis Black             | Faragó András      | Piros érzelem, aki azért felel, hogy harcoljon az igazságosságért Riley életében. |
| Majré           | Tony Hale               | Seder Gábor        | Lila érzelem, aki azért felelős, hogy megvédje Riley-t a fizikai világ fenyegetéseitől. |
| Gigi            | Kimberly Woods          | Ince Sára          | A rendező, aki ijesztő rémálmokat alkot Riley számára. |
| Marco           | Carlos Alazraqui        | Papucsek Vilmos    | A rendező, aki sportálmokat, különösen hokiálmokat készít Riley számára. |
| Sheng           | Matthew Yang King       | Balda Balázs       | A rendező, aki izgalmas, akciódús álmokat készít Riley számára. |
| Mrs. Andersen   | Diane Lane              | Kisfalvi Krisztina | Riley szülei. |
| Mr. Andersen    | Kyle MacLachlan         | Rajkai Zoltán      | Riley szülei. |
| Grace           | Grace Lu                | Schmidt Karolina   | Riley barátai. |
| Bree            | Sumayyah Nuriddin-Green | Hegedűs Johanna    | Riley barátai. |
| Kanadai srác    | Noah Bentley            | Berecz Kristóf Uwe | Riley ideális pasijának megtestesítője. |

### Magyar változat
- Magyar szöveg: Blahut Viktor
- Felvevő hangmérnök: Bogdán Gergő
- Vágó: Kránitz Lajos András
- Gyártásvezető: Bogdán Anikó
- Szinkronrendező: Dobay Brigitta
- Produkciós vezető: Máhr Rita
- Művészeti vezető: Aleksandra Janikowska
- Keverés: Shepperton International

A szinkront a Disney Character Voices International megbízásából az Iyuno Hungary készítette el.

## Epizódok
| Sor. | Év. | Cím                                                                  | Rendező          | Író        | Premier            |
| ---- | --- | -------------------------------------------------------------------- | ---------------- | ---------- | ------------------ |
| 1.   | 1.  | Első rész: Az álom csapat (Part 1: The Dream Team)                   | Valerie LaPointe | Mike Jones | 2024. december 11. |
| 2.   | 2.  | Második rész: Testen kívül (Part 2: Out of Body)                     | Valerie LaPointe | Mike Jones | 2024. december 11. |
| 3.   | 3.  | Harmadik rész: A románc (Part 3: Romance)                            | Austin Madison   | Mike Jones | 2024. december 11. |
| 4.   | 4.  | Negyedik rész: Egy emlékezetes éjszaka (Part 4: A Night to Remember) | Mike Jones       | Mike Jones | 2024. december 11. |

## A sorozat készítése
2023. június 16-án jelentették be, hogy a Pixar egy Agymanók sorozatot fejleszt a Disney+ számára. A projekt célja az volt, hogy növeljék a Pixar tartalomkínálatát a Disney platformján. A sorozat fejlesztését Mike Jones vezette, aki korábban a Lelki ismeretek és a Luca filmeket írta a stúdiónak. A sorozat fejlesztése párhuzamosan zajlott az eredeti film folytatásával, az Agymanók 2. címmel. 2024 májusára a sorozat címe Álom Stúdió lett.
2024 augusztusában Mike Jones elárulta, hogy vezető producerként fog részt venni a sorozatban, valamint Valerie LaPointe és Austin Madison társaságában rendezőként is közreműködik. A produceri feladatokat Jaclyn Simon látta el, míg a showrunner szerepét szintén Jones töltötte be. Paula Pell megerősítést nyert, hogy visszatér Paula Persimmon szerepében, akit már az első filmben is megismerhettünk, és ő lesz a sorozat főszereplője. A sorozatot a szokásos Pixar-produkciókhoz képest kisebb költségvetéssel készítették, amit Jones úgy jellemzett, mintha egy független filmet forgattak volna a Pixar falain belül. Eredetileg hét epizódból állt volna, de a költségvetési megszorítások miatt végül négy epizódra csökkentették a sorozat hosszát.